# Aname tigrina
Espèce
Aname tigrina est une espèce d'araignées mygalomorphes de la famille des Anamidae.

## Distribution
Cette espèce est endémique du Queensland en Australie. Elle se rencontre sur le Kroombit Tops.

## Description
La carapace de la femelle holotype mesure 7,50 mm de long sur 3,75 mm et l'abdomen 7,06 mm de long sur 5,06 mm.

## Publication originale
- Raven, 1985 : A revision of the Aname pallida species-group in northern Australia. Australian Journal of Zoology, vol. 33, no 3, p. 377-409.